# باربی: یک مد رؤیایی
باربی: یک مد رؤیایی (به انگلیسی: Barbie: A Fashion Fairytale) که در ایران با نام باربی در افسانهٔ پریان طراح نیز شناخته می‌شود، فیلم پویانمایی ماجراجویی محصول سال ۲۰۱۰ به‌کارگردانی ویلیام لائو و تهیه‌کنندگی متل اینترتینمنت (تحت نام باربی اینترتینمنت) با رین‌میکر اینترتینمنت می‌باشد. این فیلم در ۱۴ سپتامبر سال ۲۰۱۰ بر روی دی‌وی‌دی و مدتی بعد در ۲۱ نوامبر سال ۲۰۱۰ بر روی تلویزیون در نیکلودئون به‌نمایش در آمد.

## جستارهای بسته
- فهرست فیلم‌های باربی